# Cremastus quadratus
Cremastus quadratus là một loài tò vò trong họ Ichneumonidae.